# Lobo de El Pajarillo

Mapa de la península ibérica en el año 300 a. C. con los diversos pueblos que la habitaban.

El Lobo de El Pajarillo, o Cabeza de lobo de El Pajarillo, es una escultura de piedra caliza que representa la cabeza de un lobo y que forma parte del conjunto escultórico de El Pajarillo, que data de la primera mitad del siglo IV a. C., que fue esculpida por los iberos y cuyo hallazgo se produjo en el Cortijo El Pajarillo, situado en la pedanía de Cabrita, localidad de Huelma, provincia de Jaén, Andalucía. La pieza se expone de forma permanente en el Museo Íbero de Jaén, Andalucía.

## Características
Se trata de una escultura de un lobo en actitud agresiva y amenazante, como se deduce al comprobar que tiene las orejas inclinadas hacia atrás, el hocico arrugado y la boca entreabierta.